# Purok

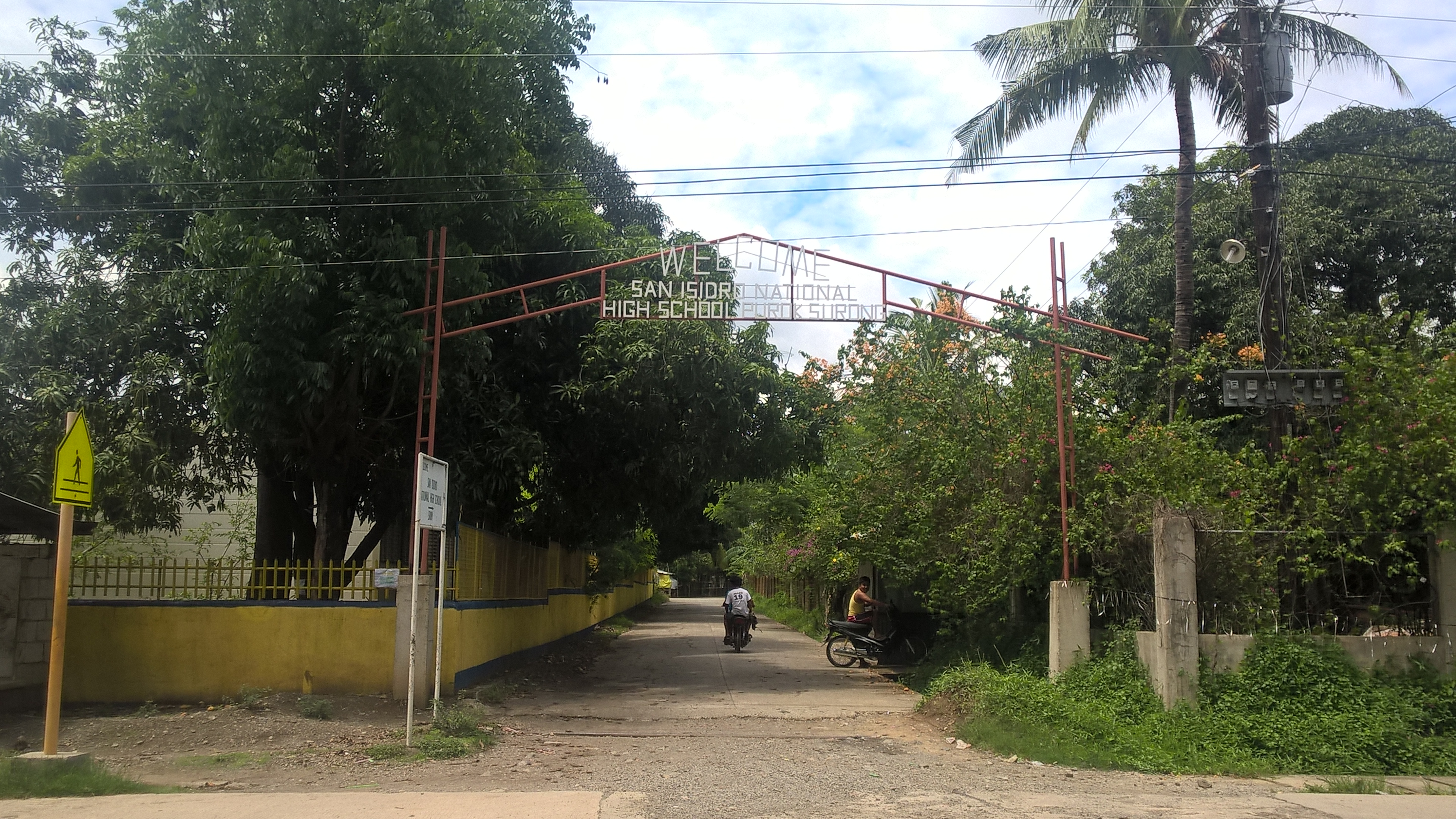
Arco de bienvenida de un purok

Un purok es una división informal dentro de un barangay en Filipinas. Aunque no se considera oficialmente una unidad de gobierno local (LGU), un purok a menudo funciona como una unidad para la prestación de servicios y la administración dentro de un barangay.
Un purok generalmente está compuesto por entre veinte y cincuenta o más hogares, dependiendo de la ubicación geográfica y la agrupación de viviendas. El término purok se usa comúnmente para referirse a un vecindario dentro de un barangay urbanizado o a una sección (distrito) de un barangay menos densamente poblado pero aún relativamente compacto en términos geográficos. Esto contrasta con el sitio, que suele ser un grupo de viviendas dispersas en un barangay más rural.
Si un purok es creado y recibe un mandato a través de una ordenanza del barangay, municipio o ciudad, podría desempeñar funciones gubernamentales bajo la coordinación y supervisión de las autoridades locales. A veces, un miembro del Sangguniang Barangay (Consejo del Barangay) puede ser reconocido como líder de su purok.
Nuevos barangays a menudo se crean mediante la enumeración oficial de los puroks y/o sitios incluidos en su territorio. En raras ocasiones, un purok también puede ser mencionado en la creación de un municipio, como ocurrió en el caso de Shariff Saydona Mustapha, Maguindanao, donde los puroks de Libutan East y Pagatin I fueron directamente designados como parte constitutiva del nuevo municipio. Posteriormente, estos dos puroks fueron reconocidos como barangays de pleno derecho por la Autoridad de Estadísticas de Filipinas a principios de 2010.